# Kamini Roy

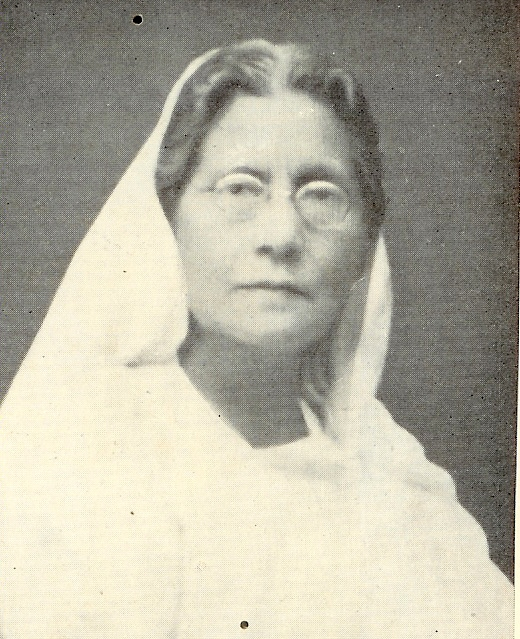
Kamini Roy, unbekanntes Aufnahmedatum

Kamini Roy (bengalisch কামিনী রায় Kāminī Rāẏ; * 12. Oktober 1864 im Dorf Basanda, Bakerganj Distrikt, Bengalen, Britisch-Indien; † 27. September 1933 in Hazaribagh, Provinz Bihar und Orissa, Britisch-Indien) war eine bengalische Dichterin, Sozialarbeiterin und Feministin in Britisch-Indien. Sie war die erste Frau, die in Britisch-Indien mit Auszeichnung promovierte.

## Leben
Roy wurde in eine prominente Familie geboren. Ihr Vater war Chandi Charan Sen, ein führendes Mitglied der Brahmo Samaj, einer Sekte des monotheistischen Hinduismus. Er war auch ein Schriftsteller und Richter. Nisith Chandra Sen, ihr Bruder, war ein renommierter Anwalt am Calcutta High Court und später Bürgermeister von Kalkutta, während ihre Schwester Jamini die Hausärztin der damaligen königlichen Familie von Nepal war.
Roy trat 1883 in das Bethune College der University of Calcutta ein. Als eines der ersten Mädchen, die in Britisch-Indien eine weiterführende Schule besuchte, erwarb sie 1886 den Bachelor of Arts mit Auszeichnung in Sanskrit und begann im selben Jahr am Bethune College zu unterrichten. Kadambini Ganguly, eine der beiden ersten weiblichen Absolventen mit Auszeichnung im Lande, war drei Jahre älter als sie und besuchte dieselbe Institution.

„Bethune School and College will take just pride in Kamini Roy (1864–1933), the first woman lyricist who began composing from 1880 and published her Alo Chhaya in 1889 which created a stir in the literary world as much by its rare sensibilities as by the profundity of woman’s self-realisation. Kamini Roy worked with her pen for nearly fifty years and witnessed the emergence of a new generation of womanhood enriching the social, artistic and literary life of Bengal through their original creations.“

Während ihrer Zeit als Lehrende am College veröffentlichte sie eine große Zahl an literarischen und politischen Werken. 1894 gab sie das Unterrichten auf und heiratete, zu der Zeit mit 30 Jahren ungewöhnlich spät, Kedarnath Roy. Das Paar hatte zwei Kinder und Roy gab das Schreiben auf. Erst nach dem Tod ihres Mannes 1909 begann sie wieder damit.
Den Anstoß zum Feminismus erhielt sie von einer Mitschülerin des Bethune College, Abala Bose. In einer Rede vor einer Mädchenschule in Kalkutta erklärte Roy zu der Zeit, wie Bharati Ray es später paraphrasierte, dass „Bildung von Frauen darauf zielen sollte, zu ihrer allseitigen Entwicklung und Entfaltung ihres Potentials beizutragen“. In einem auf Bengali verfasstem Essay schrieb sie:

„The male desire to rule is the primary, if not the only, stumbling block to women's enlightenment […] They are extremely suspicious of women’s emancipation. Why? The same old fear – «Lest they become like us».“

1921 war sie zusammen mit Kumudini Mitra (Basu) und Mrinalini Sen eine der Anführerinnen des Bangiya Nari Samaj, einer Organisation, die sich für das Frauenwahlrecht einsetzte. Der Legislativrat der Präsidentschaft Bengalen gewährte 1925 das eingeschränkte Wahlrecht für Frauen, so dass bengalische Frauen bei den Wahlen im Jahr 1926 in Britisch-Indien zum ersten Mal wählen konnten. 1922 bis 1923 war Ray  Mitglied der Kommission zur Untersuchung der Frauenarbeit.
Roy bemühte sich, andere Frauen Schriftsteller und Dichter zu ermutigen. Im Jahr 1923 besuchte sie Barisal und ermunterte Sufia Kamal, damals ein junges Mädchen, mit dem Schreiben fortzufahren. Sie war 1930 Präsidentin der Bengali Literary Conference und 1932 bis 1933 Vizepräsidentin der Bangiya Sahitya Parishad.
Ihre eigenen Werke wurden durch den Dichter Rabindranath Tagore und Sanskrit-Literatur beeinflusst. Die University of Calcutta  verlieh ihr die Jagattarini Gold Medal.
Am 12. Oktober 2019 gedachte Google in Indien Roy mit einem Doodle anlässlich ihres 155. Geburtstags. Der begleitende Schriftzug begann mit einem Zitat von ihr: „Why should a woman be confined to home and denied her rightful place in society?“

## Werke (Auswahl)
- «Alo O Chhaya», eine Sammlung ihrer frühen Gedichte
- Mahasweta, Pundorik
- Pouraniki
- Dwip O Dhup
- Jibon Pathey
- Nirmalya
- Malya O Nirmalya
- Ashok Sangeet
- Gunjan, ein Kinderbuch
- Balika Sikkhar Adarsha, Essays

Die Werke von Roy sind bis auf wenige Ausnahmen nicht übersetzt. Einzelne Stücke befinden sich in der Sammlung Talking of Power: Early Writings of Bengali Women. Das zweisprachige, von der indischen Community in Pittsburgh herausgegebene Magazin Setu veröffentlichte 2018 zwei Gedichte in englischer Übertragung.